# Pseudafroneta perplexa
Pseudafroneta perplexa är en spindelart som beskrevs av A. David Blest 1979. Pseudafroneta perplexa ingår i släktet Pseudafroneta och familjen täckvävarspindlar. Inga underarter finns listade i Catalogue of Life.